# پایگاه هوایی وارمینستر
پایگاه هوایی وارمینستر (به انگلیسی: Naval Air Warfare Center Warminster) یک فرودگاه نظامی با کد یاتا NJP است که یک باند فرود آسفالت, بتن دارد و طول باند آن ۲۴۳۸ متر است. این فرودگاه در کشور ایالات متحده آمریکا قرار دارد و در ارتفاع ۱۱۴ متری از سطح دریا واقع شده‌است.